# سیارک ۳۳۵۲۸
سیارک ۳۳۵۲۸ (به انگلیسی: 33528 Jinzeman، نامگذاری:1999HL) سی و سه هزار و پانصد و بیست و هشتمین سیارک کشف شده‌است که در ۱۷ آوریل ۱۹۹۹ کشف شد.